# Nuestras madres
Nuestras madres és l'opera prima del cineasta César Díaz estrenada en 2019. La pel·lícula aprofundeix en la dramàtica cerca dels desapareguts del conflicte armat a Guatemala i les seqüeles del terror afermat per les forces repressives de l'Estat guatemalenc. La violència contra la població i específicament contra les dones, les violacions massives formen part d'aquest relat que, entre altres premis, ha estat distingit al 72è Festival Internacional de Cinema de Canes amb la Caméra d'Or.

## Sinopsi
A Guatemala comença el judici dels oficials militars que van començar la guerra civil. Els testimoniatges de les víctimes continuen arribant. Ernesto, un jove antropòleg de la Fundació Forense, identifica a les persones que han desaparegut. Un dia, a través de la història d'una anciana, Ernesto creu que ha trobat una pista que li permetrà trobar al seu pare, un guerriller que va desaparèixer durant la guerra.

## Argument
El protagonista, un antropòleg forense obsessionat per la figura paterna interpretat per l'actor mexicà Armando Espitia recompon sobre la taula els ossos d'un cadàver. Memòria i silenci en un dels conflictes més cruents d'Amèrica Llatina a principis dels vuitanta sota el comandament del general Romeo Lucas García primer i posteriorment amb l'encara més sanguinari Efraín Ríos Montt que es va acarnissar amb milers de civils, activistes socials, estudiantils i sindicals, i, sobretot, amb la població indígena.
La pel·lícula està filmada en part en Pambach, en el departament del nord d'Alta Verapaz, la comunitat de la qual va ser massacrada per l'Exèrcit.
A partir del relat d'un grup de dones maia i la declaració final de la mare del protagonista de la pel·lícula César Díaz posar sobre la taula l'herència que encara sofreix la població de Guatemala després del genocidi que va sofrir en els anys 80 després del cop d'estat militar. Dues dones Aurelia Caal que vol recuperar els ossos del seu marit i que podria tenir una pista sobre el pare del forense i la mare del protagonista estan unides per la mateixa atrocitat.

## Altres dades
La idea de la pel·lícula va començar en 2012 amb la tesi de grau de César Díaz i que en 2014 es va convertir en un guió que tres anys més tard era ja una realitat en paper, es va produir i va gravar durant el primer semestre de 2018. El director es va formar entre Bèlgica i França durant 20 anys.
La productora executiva i presidenta de l'Associació Guatemalenca de l'Audiovisual i la Cinematografia, és Pamela Guinea.
La crítica considera que es tracta d'una sòlida pel·lícula sobre la identitat, sobre el silenci i el perdó, però els seus mèrits es basen sobretot en el seu caràcter testimonial més que en la força de les seves imatges, en la seva història més que en el seu abast cinematogràfic.
Entre els qui protagonitzen la pel·lícula a més de l'actor mexicà Armando Espitia destaquen Emma Dib, l'escriptor i poeta guatemalenc Julio Serrano Echeverría i Aurelia Caal.

## Premis i reconeixements
- 2019: 72è Festival Internacional de Cinema de Canes: Càmera d'Or: Millor opera prima[7]
- 2019: Festival Internacional del Nou Cinema Llatinoamericà de l'Havana: Menció especial
- En la Setmana de la crítica el premi de la Sociedad de Autores y Compositores Dramáticos (SACD)[7]
- Premi "Rail d'or" del sindicat de ferroviaris[7]